# 皮爾諾韋
50°45′3″N 30°40′21″E / 50.75083°N 30.67250°E

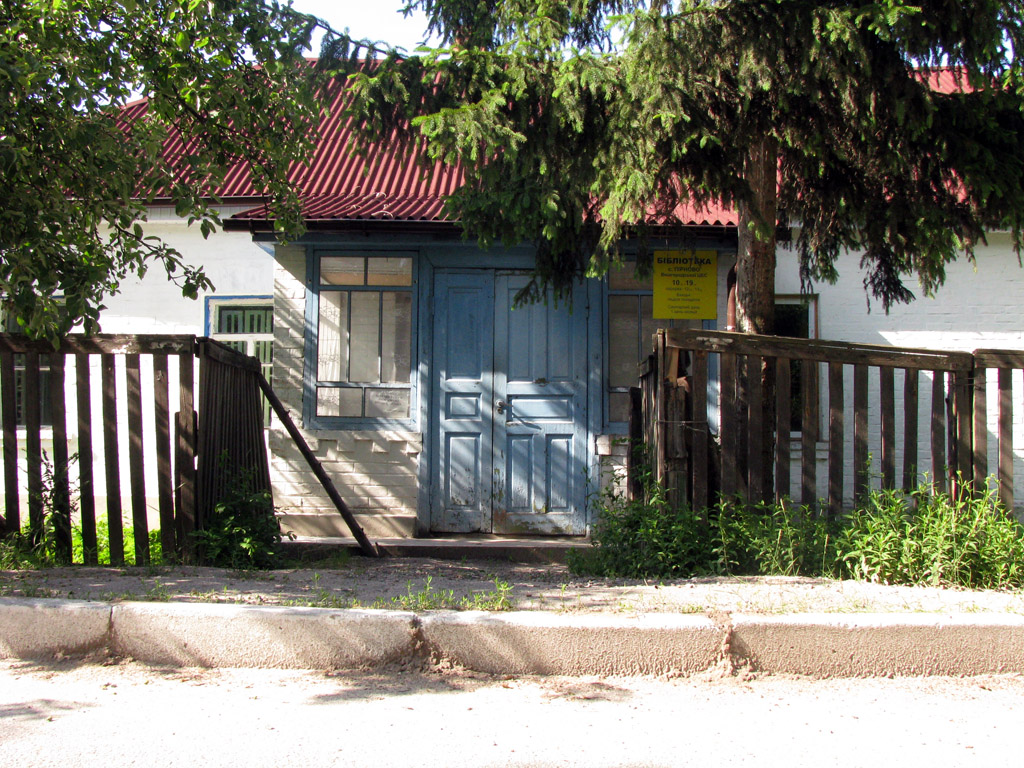

皮爾諾韋（烏克蘭語：Пірнове）是位於烏克蘭北部的村莊，由基輔州維什霍羅德區的皮爾諾韋市鎮負責管轄，並為該市鎮的行政中心。該村始建於1926年，面積2.2平方公里，海拔高度103米，2001年人口670，人口密度每平方公里305人。